# Rumuński Oddział Narciarski płk. Rotty
Rumuński Oddział Narciarski płk. Rotty (rum. Detaşamentul de Schiori Colonel Rotta, niem. Rumänische Ski-Verband) – rumuński narciarski oddział wojskowy w służbie armii niemieckiej na froncie wschodnim podczas II wojny światowej

## Zarys historyczny
Oddział został sformowany w grudniu 1941 r. w miejscowości Abrud w Rumunii na bazie 25 i 26 batalionów narciarskich rumuńskiej 3 brygady górskiej, która dotychczas nie uczestniczyła w działaniach wojennych przeciwko ZSRR. Liczył 19 oficerów, 23 podoficerów i 481 szeregowych. Na jego czele stanął płk Ioan Rotta. Zadaniem oddziału miało być działanie w nadzwyczajnych warunkach, nawet za linią frontu. Ponadto miał chronić linie zaopatrzeniowe przed partyzantami i spadochroniarzami. W styczniu 1942 r. został wysłany na front wschodni z przydziałem do rumuńskiej 1 brygady górskiej działającej na Krymie. Jednakże z powodu sowieckiej wiosennej kontrofensywy podporządkowano go niemieckiej 17 armii w rejonie miejscowości Izjum. 26 stycznia Rumuni przybyli do Krasnodaru, rozpoczynając swój szlak bojowy. W ciągu lutego, marca, kwietnia i większości maja walczyli z Armią Czerwoną na południe od Charkowa. 25 maja zostali przeniesieni do Pawłohradu do rezerwy niemieckiej 11 armii. Eskortowali i strzegli sowoeckich jeńców wojennych oraz walczyli z partyzantami. Na pocz. września powrócili do Rumunii. Pułkownik I. Rotta i 50 żołnierzy byli odznaczeni Żelaznym Krzyżem.

## Skład organizacyjny
- dowództwo
  - 1 batalion narciarski (dwie kompanie strzeleckie, kompania karabinów maszynowych, pluton saperów i pluton zaopatrzeniowy)
  - 2 batalion narciarski (dwie kompanie strzeleckie, kompania karabinów maszynowych, pluton saperów i pluton zaopatrzeniowy)
  - batalion artylerii górskiej (działa 75 mm)
  - kompania przeciwpancerna (6 działek 47 mm)
  - pluton przeciwlotniczy (4 działka 20 mm)
  - kolumna transportowa (60 sań i 60 mułów)
  - zmotoryzowana sekcja transportowa (6 ciężarówek)